# Театр в Аргосе
Театр в Аргосе (греч. Αρχαίο θέατρο Άργους) — театр в древнегреческом городе Аргос был построен в 320 году до нашей эры у подножия горы Лариса. Неподалеку от этого места находилась агора, римский одеон и термы. Театр являлся одним из самых знаменитых в Древней Греции. В 120 году он был реконструирован. В IV веке оказался заброшен.

## История

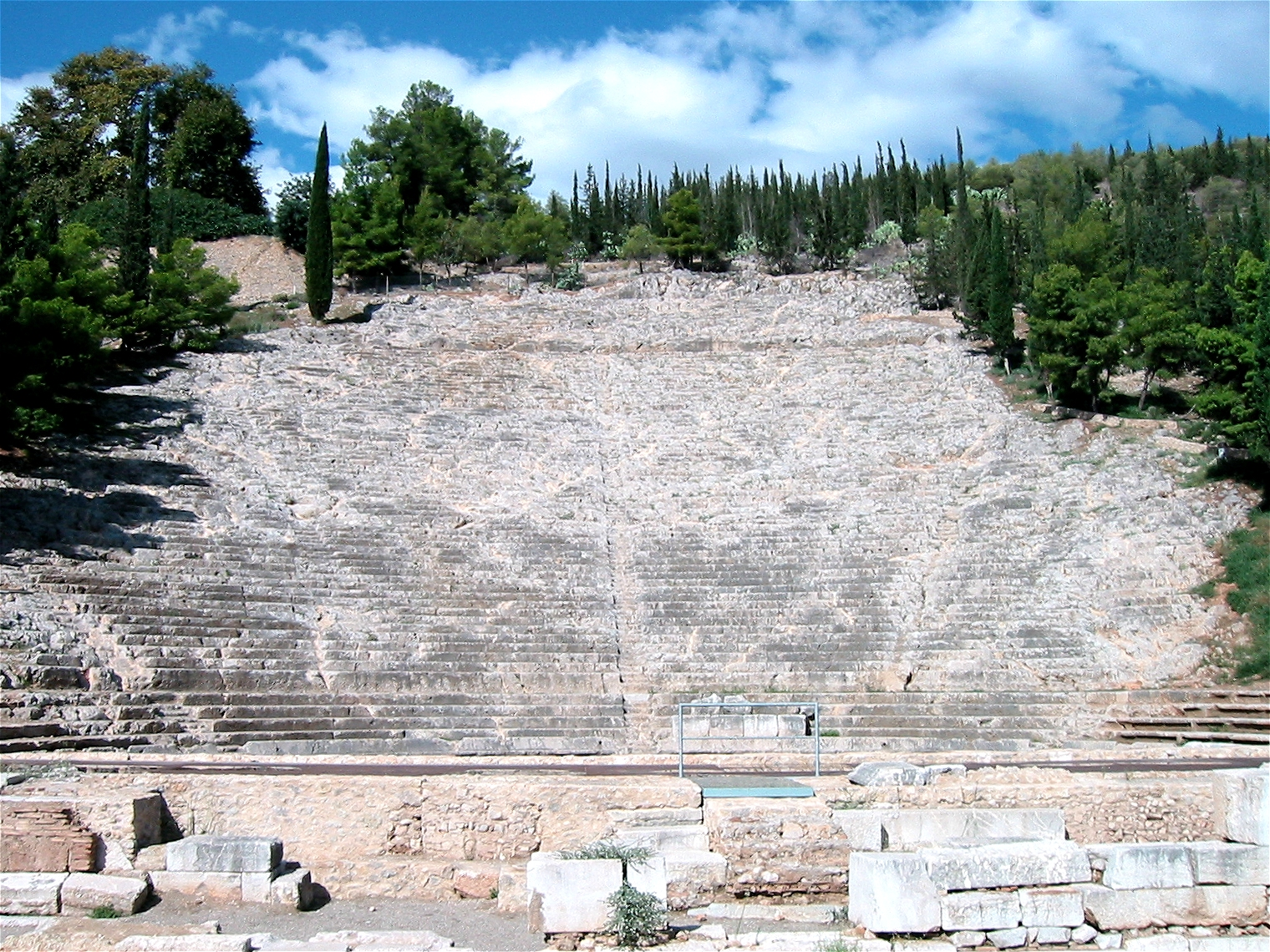
Театр Аргоса. Современное состояние

Эллинистический театр в Аргосе построен на склоне горы Лариса. Создатели предусмотрели почти 90 зрительских рядов вверх по крутому склону. Среди самых больших театров Греции этот выделялся невероятной вместимостью. За представлением здесь могли наблюдать около 20 000 зрителей. Лестницы разделяют театр на четыре части. Считается, что высокая стена была возведена для хорошей акустики. Профессионалы уверяют, что и сегодня звук превосходно слышен с дальних рядов.
Около 120 года театр были отремонтирован в римском стиле. Подобное впечатляющее сооружение сохранилось в Эпидавре.

## Особенности
Большинство исследователей уверены, что амфитеатр в Аргосе был не просто местом для театральных постановок в современном понимании, но и универсальной площадкой для самых разных массовых мероприятий и зрелищ. Включая спортивные соревнования и научные дискуссии.  

### Немейские игры
По своей популярности Немейские игры (которые проводились раз в два года) конкурировали со знаменитыми Олимпийскими. Изначально состязания проводились в Немейской долине. Но примерно с 270 года до нашей эры соревнования проходили в Аргосе. На это время город превращался в столицу Пелопоннеса.
По традиции победителей награждали венком из стеблей сельдерея. По ряду сведений здесь даже был бассейн, где боролись за победу пловцы.
Во время римского владычества к спортсменам прибавились гладиаторы. К концу III века после распространения христианства игры были запрещены, как языческие.

### Музыка и драма
Театр Аргоса стал знаменит не как сцена для классических постановок, а как место, где проводились конкурсы на лучшего чтеца, певца или исполнителя на музыкальном инструменте. Со всей Греции сюда съезжались люди, мечтавшие о славе. Вероятно, эти конкурсы проводились почти сразу после завершения Немейских игр.

### Политическая арена
Кроме искусства и спорта театр Аргоса был востребован как место массовых собраний. Хорошая акустика позволяла почти любому оратору быть услышанным тысячами зрителей. Присутствовать на подобных собраниях могли только мужчины, которые достигли совершеннолетия и принимали участие в военных походах.

## Римский период
Инициатором масштабной реконструкции обветшавшего театра в начале II века стал император Адриан. Это помогло вернуть Аргосу прежнее значение одного из главных городов Пелопоннеса.

## Исследования
После того, как Аргос в III веке стал приходить в упадок, постепенно оказался забыт и огромный театр. В эпоху Византии никаких представлений здесь не проводилось, и сооружение оказалось укрыто толстым слоем земли. Во времена турецкого владычества немногочисленные местные жители скорее всего даже не подозревали о том, что некогда на склоне горы существовал огромный амфитеатр на 20 тысяч зрителей.
В 1892 году французские археологи начали проводить в Аргосе раскопки и фактически заново открыли театр Аргоса.